# Kroost (televisieprogramma)
Kroost was een Vlaamse documentaire televisiereeks die het leven van bekende Vlamingen en de entourage erachter volgde. Het programma wordt sinds 10 februari 2014 uitgezonden op de Vlaamse zender VIER.
In maart 2014 tekende VIER met Eric Goens een overeenkomst voor onder meer een tweede seizoen van Kroost, dat van 30 maart tot 18 mei 2015 om 21.00 uur op de zender werd uitgezonden. Seizoen 3 wordt sinds maandag 29 augustus 2016 uitgezonden om 21.40 uur.

## Afleveringen
Seizoen 1
| Afl. | Uitzenddatum     | Kijkcijfer (Dag) | Persoon die wordt gevolgd |
| ---- | ---------------- | ---------------- | ------------------------- |
| 1    | 10 februari 2014 | 348.218          | Maggie De Block           |
| 2    | 17 februari 2014 | 287.303          | Piet Huysentruyt          |
| 3    | 24 februari 2014 | 266.907          | Elio Di Rupo              |
| 4    | 3 maart 2014     | 320.393          | Eddy Wally                |
| 5    | 10 maart 2014    | 196.788          | Junior Bauwens            |
| 6    | 17 maart 2014    | 280.766          | Karen Damen               |
| 7    | 24 maart 2014    | 383.146          | Koen Wauters              |
| 8    | 31 maart 2014    | 481.046          | Tom Boonen                |

Seizoen 2
| Afl. | Uitzenddatum  | Kijkcijfer (Dag) | Persoon die wordt gevolgd |
| ---- | ------------- | ---------------- | ------------------------- |
| 1    | 30 maart 2015 | 449.771          | Niels Albert              |
| 2    | 6 april 2015  | 403.972          | Regi Penxten              |
| 3    | 13 april 2015 | 355.955          | Jean-Marie Pfaff          |
| 4    | 20 april 2015 | 575.215          | Jacques Vermeire          |
| 5    | 27 april 2015 | 316.198          | Goedele Liekens           |
| 6    | 4 mei 2015    | 392.236          | Jan Mulder                |
| 7    | 11 mei 2015   | 336.545          | Helmut Lotti              |
| 8    | 18 mei 2015   | 346.414          | Charles Michel            |

Seizoen 3
| Afl. | Uitzenddatum      | Kijkcijfer (Dag) | Persoon die wordt gevolgd   |
| ---- | ----------------- | ---------------- | --------------------------- |
| 1    | 29 augustus 2016  | 309.990          | Kathleen Aerts              |
| 2    | 5 september 2016  | 219.040          | Rocco Granata               |
| 3    | 12 september 2016 | 240.268          | Dimitri en Michael Thivaios |
| 4    | 19 september 2016 | 235.830          | Marijn Devalck              |
| 5    | 26 september 2016 | 247.270          | Herman Brusselmans          |
| 6    | 3 oktober 2016    | 190.000          | Sam Louwyck                 |
| 7    | 10 oktober 2016   | 197.011          | Liesbeth Homans             |

## Ontvangst
Het programma werd over het algemeen uiterst positief onthaald. De Morgen gaf het vier sterren en vond het mooie tv zonder franjes, al voegde men er wel aan toe dat een diepgaand portret uitbleef. Ook Het Nieuwsblad was positief en gaf het een 9/10, al voegde men er wel bij toe dat Maggie De Block weinig in de weg werd gelegd. Cutting Edge vond dat het programma de kwaliteit die het productiehuis van Eric Goens nastreeft duidelijk toonde.